# Peiwar Kotal
Peiwar Kotal är ett bergspass i Afghanistan, på gränsen till Pakistan, där det den 2 december 1878, under andra anglo-afghanska kriget, stod ett slag mellan afghanska och brittiska styrkor. Det ligger i provinsen Paktia, i den östra delen av landet, 90 km sydost om huvudstaden Kabul. Peiwar Kotal ligger 2 611 meter över havet.